# Уосиккинен, Мартти
Мартти Уосиккинен (фин. Martti Uosikkinen; 20 августа 1909 — 9 марта 1940) — финский гимнаст, призёр Олимпийских игр.
Мартти Уосиккинен родился в 1909 году в Куопио. В 1932 году принял участие в Олимпийских играх в Лос-Анджелесе, где стал обладателем бронзовой медали в командном первенстве. В 1936 году в составе финской команды завоевал бронзовую медаль на Олимпийских играх в Берлине.
Мартти Уосиккинен погиб во время Зимней войны в битве при Колле.